# Mahurangi Island (Waikato)
Mahurangi Island, auch als Goat Island bekannt, ist eine Insel an der Ostküste der Coromandel Peninsula und der Nordinsel von Neuseeland.

## Geographie
Die Insel befindet sich nordwestlich des kleinen Dorfes Hahei an der Ostküste der Coromandel Peninsula, rund 800 m vom Sandstrand des Ortes entfernt. Whitianga, als nächstgrößerer Ort, liegt rund 9,6 km in westlicher Richtung. Mahurangi Island erstreckt sich als längliche Insel über 1,1 km in Südwest-Nordost-Richtung und misst an der breitesten Stelle rund 325 m. Die rund 21 Hektar große Insel ist fast durchgängig bewaldet.
Die beiden sehr kleinen Inseln Okorotere Island und Te Tio Island befinden sich nordnordwestlich und östlich in unmittelbarer Nachbarschaft. Die kleine Insel Waikaranga Island ist ebenfalls nordnordwestlich zu finden, liegt aber rund 500 m entfernt. In einer Entfernung von 1,65 km in nordwestlicher Richtung liegt die nächstgrößere Insel des Küstenabschnittes, die 66 m hohe Motueka Island.

## Sehenswürdigkeit
Touristischer Höhepunkt an dem Küstenabschnitt der Coromandel Peninsula stellt Cathedral Cove mit seiner imposanten durchgängigen Grotte dar.